# Livro Escocês

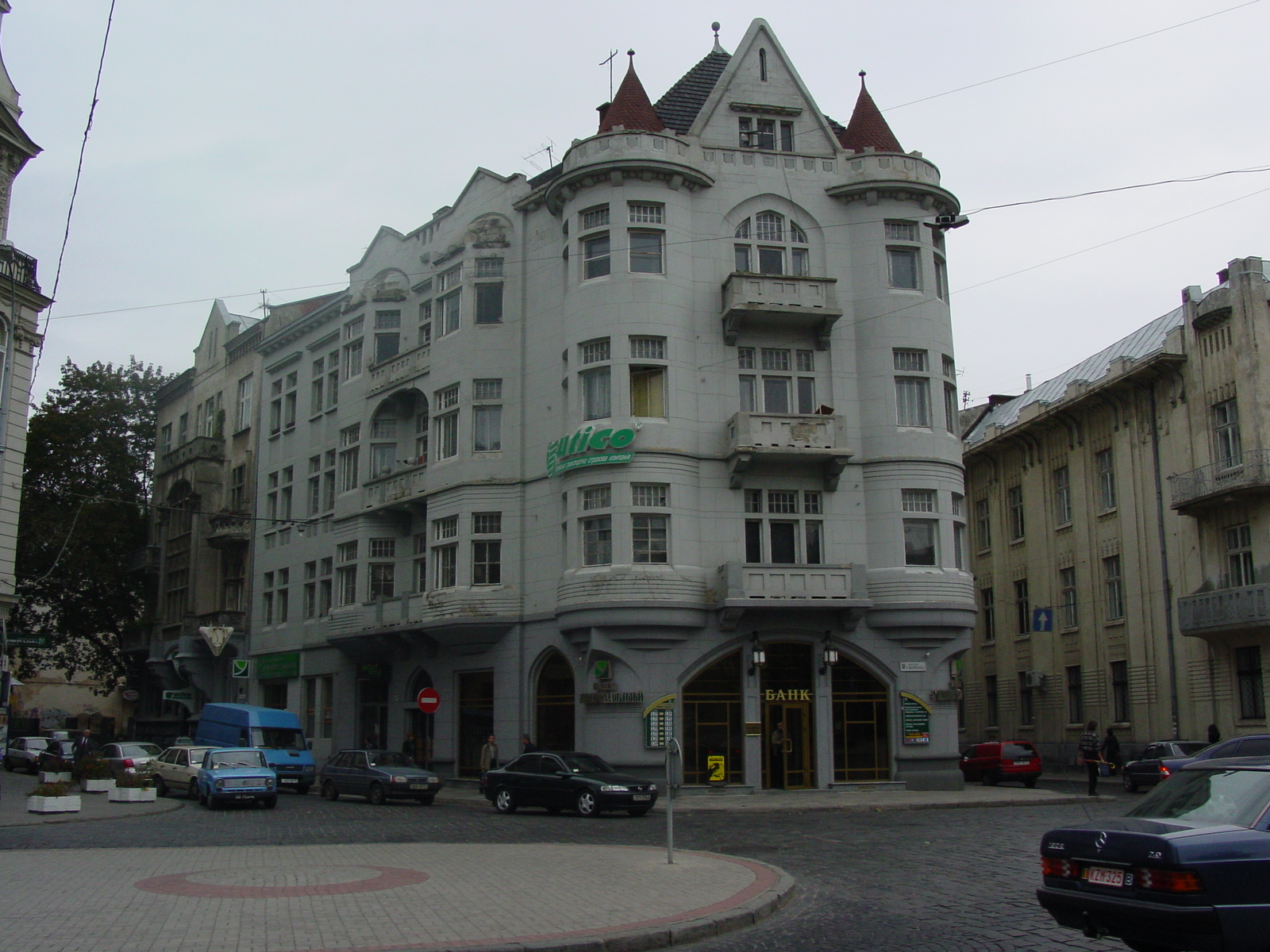
A Cafeteria Escocêsa, em Lviv

O Livro Escocês (em polonês: Księga Szkocka), foi uma coletânea de problemas não resolvidos ou mesmo sem solução, resultado das discussões da Escola de Matemática de Lviv, que se reunia na Kawiarnia Szkocka (Cafeteria Escocêsa).

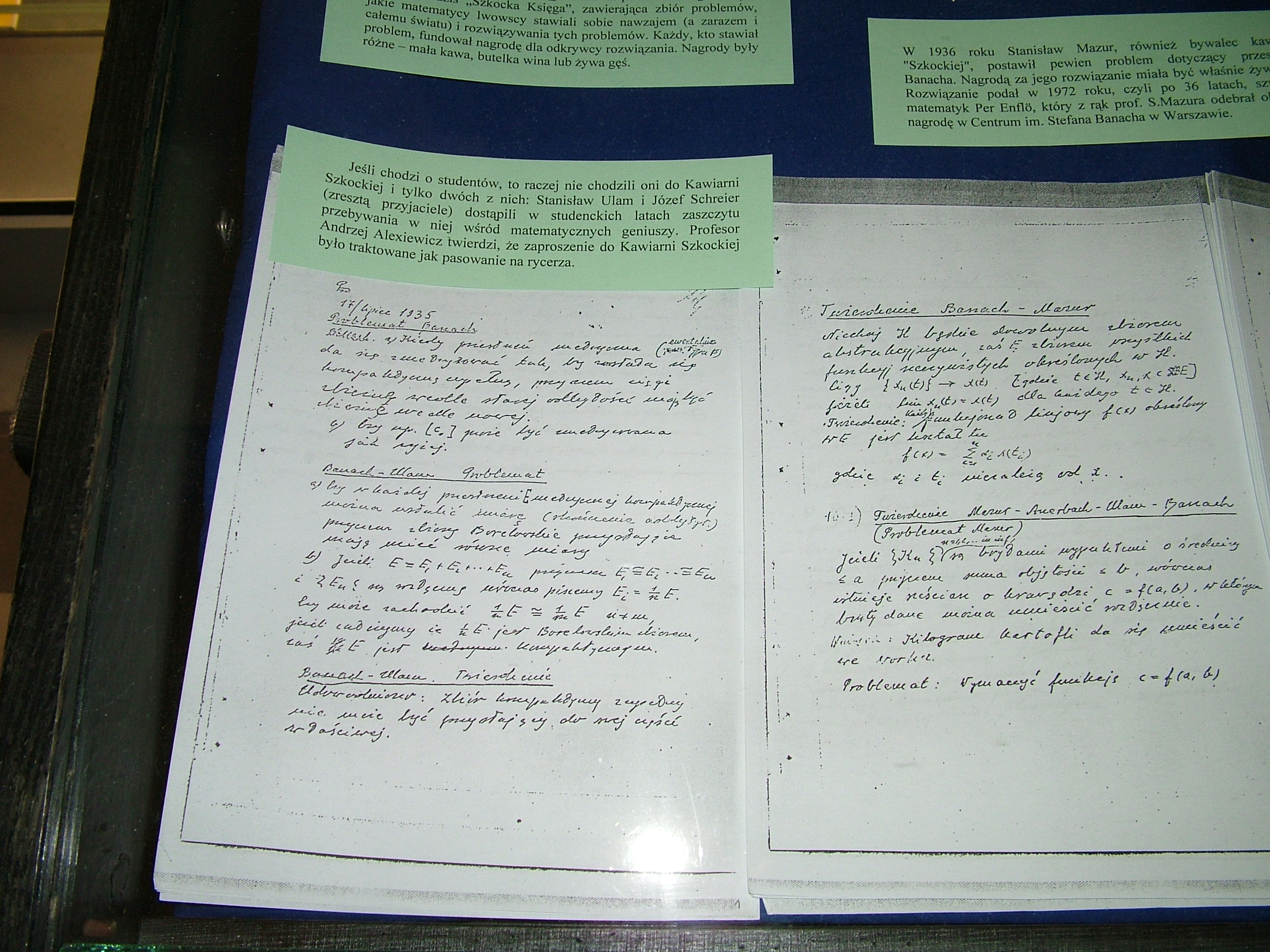
Registros de Stefan Banach, Stanisław Mazur e Stanisław Marcin Ulam

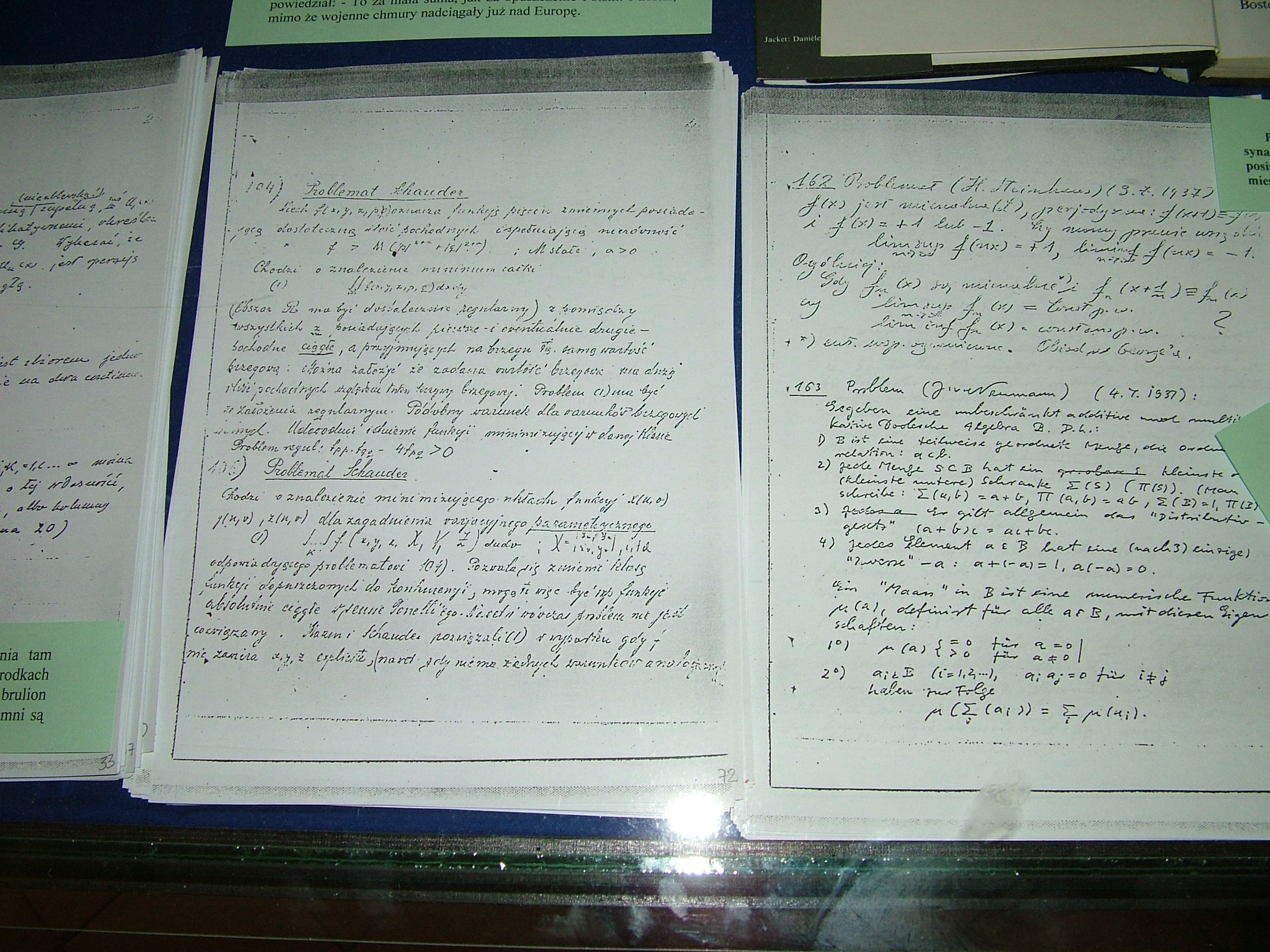
Registros de Juliusz Schauder, Hugo Steinhaus e John von Neumann